# 男おばさん ワンツーネクスト
『男おばさんワンツーネクスト』（おとこおばさんわんつーねくすと）は、フジテレビで2010年10月20日に放送開始したトークバラエティ番組である。毎月第3水曜日に放送され、その月に放送したものは次の放送までフジテレビONEとフジテレビTWOにて随時放送されている。

## 概要
フジテレビTWO（当時「フジテレビ721」）で放送開始から10年を迎えたトークバラエティ番組『男おばさん』の地上波版である。男おばさんこと、フジテレビアナウンサーの軽部真一と笠井信輔が会社の部長・課長に扮し、映画・ドラマ・音楽・舞台・スポーツなどCS放送の注目番組を紹介する。毎回、番組からゲストを迎え、写真やチラシなどを使いながら、固定カメラに向かって番組の裏話や見どころなどのトークを繰り広げるのが特徴。

## 出演者
- 部長 軽部真一（フジテレビアナウンサー）
- 課長 笠井信輔（フジテレビアナウンサー）

### 美人秘書
美人秘書に扮したフジテレビの女性アナウンサーが番組の進行役を務めるのに加え、「すぐに無駄話を始める軽部笠」”を制御するお目付役的存在。トレードマークは「赤いメガネ」で、放送ごとに美人秘書が替わる。
過去の美人秘書
- 加藤綾子
- 中野美奈子
- 生野陽子

## ナレーション
- 牧原俊幸

## 過去のスタジオゲスト
- アイドリング!!!
- 安田顕（TEAM NACS）
- 三遊亭全楽

## VTR出演
- スガシカオ

## スタッフ
- 演出：エッコー森田
- プロデューサー：堀内善弘、津田真里
- 編成：野々川緑、橋口愛
- 構成：佐藤修
- ディレクター：山崎正幸
- AP：濱道奈美
- AD：村上由香
- 編集：竹元風人、江藤未穂
- MA：桜井伸二
- 音効：無盡弘昭